# R8 (motorväg, Belgien)
R8 är en motorväg som fungerar som en ringled vid Kortrijk i Belgien. Motorvägen går i en cirkel runt staden och ansluter till motorvägarna A14 och A17.